# Jurij Podladčikov
Jurij Jur'evič Podladčikov (in russo Юрий Юрьевич Подладчиков?; Mosca, 13 settembre 1988) è uno snowboarder russo naturalizzato svizzero, campione olimpico a Soči 2014 e mondiale a Stoneham 2013 nell'halfpipe.
Nelle liste FIS è registrato come Iouri Podladtchikov. Nel circuito è conosciuto con il soprannome I-Pod (ovvero la prima lettera del suo nome e la prima sillaba del suo cognome). La sua posizione sulla tavola è goofy.

## Biografia
Jurij Podladčikov è nato a Mosca nel 1988. Figlio di un professore universitario di geofisica e di una matematica, a causa del lavoro dei genitori Podladčikov durante la sua infanzia è cresciuto dapprima in Svezia e poi nei Paesi Bassi, fino a quando la famiglia ha deciso di stabilirsi in Svizzera, dove il padre ha fondato un istituto di geofisica. Podladčikov ha frequentato il liceo sportivo a Davos, crescendo tra la località grigionese e Zurigo. Oltre allo snowboard, le altre sue passioni sono lo skateboard, la musica e la fotografia. I suoi allenatori sono il ticinese Pepe Regazzi e Marco Bruni.

### Carriera nello snowboard
Specialista di big air e halfpipe, ha esordito in Coppa del Mondo di snowboard il 29 ottobre 2004 a Saas-Fee, in Svizzera, gareggiando nell'halfpipe. Nel 2007, dopo aver ottenuto la cittadinanza svizzera, ha iniziato a gareggiare per questa nazione (ai Giochi olimpici invernali di Torino 2006 aveva infatti partecipato come membro della nazionale russa). Ha ottenuto il primo podio in Coppa del Mondo il 1º settembre 2007 a Cardrona, nuovamente nell'halfpipe, e la prima vittoria il 2 novembre successivo a Saas-Fee, nella medesima disciplina. Nel 2008 ha vinto la Coppa del Mondo di halfpipe. Agli Winter X Games del 2010 ad Aspen, in Colorado, vince la medaglia d'argento dietro lo snowboarder statunitense Shaun White.
Durante i Winter X Games Europe del 2010 vince la gara in superpipe con il punteggio di 98.00 (stabilendo il secondo più alto punteggio di sempre ai Winter X Games) completando con successo un Double McTwist 1260 durante la seconda run; Podladčikov è l'unica persona al mondo assieme a Shaun White, Ben Stewart e Markus Malin ad avere completato e atterrato con successo il trick. Inoltre, è il primo rider al mondo ad avere atterrato con successo un Cab double cork 1440° (un giro con due rotazioni complete all'interno di un 720°) durante una gara di halfpipe, una manovra che ha chiamato YOLO Flip (l'acronimo dell'inglese You Only Live Once).
In carriera ha preso parte a tre edizioni dei Giochi olimpici invernali, Torino 2006 (37º nell'halfpipe), Vancouver 2010 (4º nell'halfpipe) e Soči 2014 (1º nell'halfpipe), e a quattro dei Campionati mondiali, vincendo due medaglie nell'halfpipe (oro a Stoneham 2013 e argento a La Molina 2011). Ad inizio 2018 (21 gennaio) vince la gara di superpipe al Laax Open, mentre la settimana successiva (28 gennaio) cade durante la seconda run di halfpipe mentre gareggia agli X-Games di Aspen, rompendosi il setto nasale e subendo una commozione cerebrale. Nonostante la qualifica e la convocazione della nazionale svizzera, l'elvetico non recupera in tempo dall'infortunio per partecipare alle Olimpiadi di Pyeongchang 2018, non potendo quindi difendere il titolo olimpico conquistato quattro anni prima. Si ritira dalle competizioni nell'agosto del 2020, motivando la scelta anche per via dei numerosi infortuni subiti in carriera.

## Palmarès

### Olimpiadi
- 1 medaglia:
  - 1 oro (halfpipe a Soči 2014)

### Mondiali
- 3 medaglie:
  - 1 oro (halfpipe a Stoneham 2013)
  - 2 argenti (halfpipe a La Molina 2011 e Sierra Nevada 2017)

### Winter X Games
- 7 medaglie:
  - 1 oro (halfpipe a Tignes 2010)
  - 4 argenti (halfpipe ad Aspen 2010; halfpipe ad Tignes 2011; halfpipe ad Aspen 2012; halfpipe ad Oslo 2016)
  - 2 bronzi (halfpipe ad Tignes 2012; halfpipe ad Aspen 2015)

### Coppa del Mondo
- Miglior piazzamento in classifica generale: 13º nel 2008
- Vincitore della Coppa del Mondo di halfpipe nel 2008
- 14 podi:
  - 4 vittorie
  - 5 secondi posti
  - 5 terzi posti

#### Coppa del Mondo - vittorie
| Data            | Luogo    | Paese    | Disciplina |
| --------------- | -------- | -------- | ---------- |
| 2 novembre 2007 | Saas-Fee | Svizzera | HP         |
| 26 marzo 2011   | Arosa    | Svizzera | HP         |
| 3 novembre 2011 | Saas-Fee | Svizzera | HP         |
| 20 gennaio 2018 | Laax     | Svizzera | HP         |

Legenda:

HP = Halfpipe